# Oscar Bony
Oscar Rubén Bony (Posadas, Misiones, 10 de junio de 1941-Buenos Aires, 24 de abril de 2002) fue un artista de vanguardia, pintor y fotógrafo argentino.

## Trayectoria
Bony presentó su primera exposición individual, "Anatomías", en 1964. Ese año fue invitado a participar en el prestigioso Premio Ver y Estimar, en el Museo Nacional de Bellas Artes. En la edición 1965 del mismo concurso obtuvo la Faja de Honor. La obra premiada "Organismo vivo", era un extraño objeto blando que se expandía o reducía periódicamente, mientras emitía extraños sonidos, similares a los ronquidos humanos. 
Un año más tarde, en el Instituto Di Tella, presentó, "Fuera de las formas del cine", cuatro cortometrajes filmados en 16 mm (blanco y negro, mudo). El conjunto (El Paseo, El maquillaje, Clímax y El submarino amarillo), centrado en cierta indagación sobre el tiempo, puede considerarse como un importante antecedente del videoarte en el país. 
En 1967 presenta "Sesenta metros cuadrados y su información" instalación (término que aún no había sido popularizado) que consistía en una pequeña sala, un proyector exhibiendo la imagen de una porción de alambre tejido, que también cubría el piso, acompañado de una voz grabada que describía al detalle el espacio delimitado, constituye una de las primeras obras conceptuales producidas en nuestro país. El hecho de la información detallada sobre un objeto -muy relevante en la obra- pero no muy llamativo y algo cotidiano, lleva a mirar más allá y estudiarlo con profundo detenimiento, buscando la atracción del objeto, el porqué de su descripción. Irónicamente, la sobre-información, logra transformar al alambre en un dato dudoso e impreciso.
Una obra como "Pene" (1966), gigantesca escultura de un falo sentado sobre un inodoro, escandalizaba a la moral pública en un momento en que el gobierno regulaba hasta el uso de la vestimenta en las fiestas privadas. Y otra cuasi escultura como "Sinusoide" (1967), especie chillona de serpiente marina que entraba y salía del piso de la sala de exposición, desafiaba el rigor minimalista desde la alegría y la flexibilidad del pop.
También en el Instituto Di Tella presenta su obra consagratoria La familia obrera (1968), una instalación que fue considerada subversiva y clausurada por la policía del régimen de facto de Juan Carlos Onganía; La obra consistía en la presentación en vivo de una auténtica familia, integrada por tres personas -padre, madre e hijo-, sentados sobre una tarima. El sentido de la obra se completaba con un pequeño letrero con los datos personales del jefe de la familia: Luis Ricardo Rodríguez, matricero de profesión, percibe el doble de lo que gana en su oficio por permanecer en exhibición con su mujer y su hijo durante la muestra.
La obra clausurada fue recreada en 1998 en la Fundación Proa argentina, en Eslovenia y en el Museo de Artes de Houston.
En 1977 se radica en Milán, donde logró un importante reconocimiento de la crítica. En 1988 regresó a la Argentina y siguió realizando muestras individuales y colectivas en el país y el exterior, entre ellas: Pared de ladrillo y cemento (CC Recoleta, 1993); De memoria (Fundación Banco Patricios, 1993); Objetos de amor y violencia (1994) que es el primer conjunto de obras "baleadas" de Bony (cuadros con vidrios astillados y planchas de plomo perforadas con disparos de armas de puño), como técnica se indica: "disparos de revólver Smith & Wesson 32 sobre blindex"; El límite (XLVI Biennale di Venecia, Italia, 1995), Fusilamientos y suicidios (Fundación Federico Klemm, 1996) integrado por fotografías de paisajes y cielos, de espacios suburbanos y autorretratos perforados a balazos).
En (1998) presentó en el Museo Nacional de Bellas Artes la serie "El triunfo de la muerte" (el título era una cita de William Blake). En estas obras, detrás de los cristales perforados, aparecía reiteradamente el autorretrato fotográfico del artista, indiferente ante la muerte, rodando por las escaleras, dando saltos o gritando. Un autorretrato, con múltiples perforaciones sobre el rostro, se titulaba "Finalmente, morimos"; Alguna vez Bony afirmó que su propia muerte le daba mucho miedo, que le aterraba la posibilidad de desaparecer físicamente. Por eso, según decía, quería hacer obras que permanecieran después de su muerte.  

## Muerte
El 24 de abril de 2002 Bony murió en Buenos Aires a causa de una enfermedad metabólica y digestiva que comenzó a agravarse a fines del año 2000.
Sus restos fueron cremados el viernes 26, a la espera de la llegada de su hija Carola, que vivía en Londres. Las cenizas del artista fueron  esparcidas entre las plantas y canteros de la terraza de su casa, en la calle Perú.

## Premios póstumos
En 2002 le fue otorgado el Premio Konex.
En 2007-2008 su obra fue motivo de una exposición póstuma en el Museo de Arte Latinoamericano de Buenos Aires (MALBA) titulada "Oscar Bony: el mago".
En 2018 la Compañía de Funciones Patrióticas presentó Never Bony! retrospectiva participativa de la obra de Oscar Bony, en la Universidad Nacional de las Artes. Al año siguiente dicha retrospectiva formó parte de la programación de FAUNA 2019 (Festival Artístico de la Universidad Nacional de las Artes), que se desarrolló en el Centro Cultural General San Martín.  